# Abel Laudonio
Abel Laudonio (n. 30 august 1938, Buenos Aires, Argentina – d. 12 august 2014, Buenos Aires, Argentina) a fost un boxer ce a reprezentat Argentina, medaliat olimpic. A participat la două ediții ale Jocurilor Olimpice (1956, 1960) în care a câștigat o medalie de bronz.

## Participări
Lista de mai jos prezintă principalele competiții la care a participat Abel Laudonio de-a lungul carierei.
- Jocurile Olimpice de vară din 1960